# Batalla de Harem
La batalla de Harem se libró entre el ELS y el ejército sirio, del 17 de octubre al 25 de diciembre de 2012. La lucha se produjo durante los enfrentamientos de la gobernación de Idlib (junio de 2012 a abril de 2013) de la Guerra Civil Siria.
Al final de la batalla, la ciudad había sido capturada por los rebeldes.

## Batalla
La primera vez que las fuerzas rebeldes lanzaron un ataque importante contra la ciudad fue el 2 de septiembre de 2012. La lucha continuó durante todo el día siguiente. En esa ocasión, los rebeldes tomaron el control de seis de las siete carreteras que conducen al Harem y mataron a un comandante de la milicia progubernamental. También quemaron una docena de casas de presuntos miembros de la milicia en la ciudad, en represalia por el incendio de las casas en sus aldeas.
El 17 de octubre, los rebeldes lanzaron una ofensiva para capturar la ciudad de Harem, que domina una ruta estratégica hacia la ciudad de Alepo . Harem también fue visto como una posible nueva ruta de suministro rebelde desde Turquía.
A finales de octubre, 4.000 civiles, junto con milicias progubernamentales, se habían refugiado en la antigua fortaleza y temían una masacre si la oposición empezaba a bombardear el castillo. Decenas de soldados sirios heridos murieron a causa de las heridas debido a la escasez de suministros, mientras que los combatientes rebeldes heridos fueron transportados a través de la frontera a Turquía en ambulancias. Las unidades rebeldes se retiraron a los límites de la ciudad, mientras se aferraban a algunas partes dentro de Harem, después de que un ataque a la sede local de la sección de seguridad política fuera repelido por las fuerzas de seguridad y las unidades del Ejército que fueron enviadas desde Salqeen como refuerzos. Murieron decenas de personas, incluidos civiles. Durante la lucha por la ciudad, los aviones Sukhoi-22 del gobierno bombardearon posiciones rebeldes, con una tasa de impacto del 80 por ciento.
El 2 de noviembre, una serie de ataques aéreos contra Harem supuestamente dejó 70 muertos.
En ese momento, surgió un video, filmado por un equipo de Reuters , de combatientes rebeldes disparando a un hombre desarmado en un callejón polvoriento. Los rebeldes afirmaron que era un oficial leal del ejército, pero aun así, el asesinato fue visto como una prueba de que ambas partes cometieron crímenes de guerra. El equipo de Reuters también vio los cuerpos de cuatro soldados uniformados alineados en un jardín, todos con disparos en la cabeza. Y, aunque los rebeldes retuvieron a decenas de prisioneros en la ciudad, al menos un combatiente describió los llamados de los comandantes a un trato justo como una cortina de humo para mantener ocultos los asesinatos.
El 4 de noviembre, según informes, los rebeldes tenían el control del centro de la ciudad, mientras que los combates aún continuaban en la ciudadela.
El 5 de noviembre, aviones de combate sirios atacaron posiciones rebeldes alrededor de Harem, lo que provocó la muerte de 20 combatientes rebeldes, incluido el comandante de brigada Basil Eissa. En respuesta al ataque aéreo, los rebeldes bombardearon el barrio de al-Tarem, que se considera un bastión progubernamental.
A última hora del 24 de diciembre, los rebeldes capturaron completamente Harem después de que se rindieran las 30 tropas gubernamentales restantes en la histórica ciudadela.
La ciudad estuvo sometida a continuos ataques aéreos durante meses después de que los rebeldes la capturaron.